# 萩島光明
萩島 光明（はぎしま みつあき、1969年12月16日 - ）は、任天堂企画部GM。

## 人物
1993年任天堂入社。1997年に企画部に異動するまでは、東京営業部、業務部、衛星放送事業部などを転籍していた。任天堂ゲーム専門誌であるニンテンドードリームの『任天堂の質問箱』コーナーにおいて、前任者の本郷好尾からの引き継ぎで第50回から回答役を務めていた。萩島はその後最終回となった第153回まで回答を続けた。萩島が担当となった当初は顔と名前は明かしておらず、誌面では『Hさん』と呼ばれていた。その後第100回にまで到達したのを機に顔出しを始めた。コーナーの休載はほとんど無く、通巻第151号の1回のみだった。読者からはよく似顔絵も送られていた。任天堂関連のイベントにもよく顔を出していた。

## その他
- ダイエットに挑戦しており、読者からたびたび経過を聞かれるが、本人曰くあまり順調ではない模様。
- いつも手にして写っている金のマリオ像は、見た目より結構軽いとのこと。